# ノーシス
ノーシス は、1950年代のメキシコで「国際ノーシス運動」(International Gnostic Movement)を興したサマエル・アウン・ベオールが提唱した秘教的教義である。

## 関連書籍
- サマエル・アウン・ベオール『完全なる結婚』 ノーシス書院、1990
- サマエル・アウン・ベオール『ノーシス心理革命』 新泉社、1983
- サマエル・アウン・ベオール『ノーシス意識革命』 新泉社、1992